# Sigurd Wettenhovi-Aspa

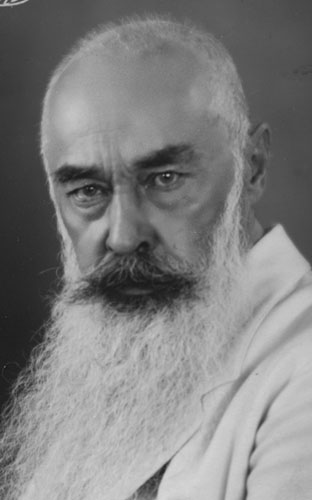
Sigurd Wettenhovi-Aspa.

Georg Sigurd Wettenhovi-Aspa (till 1939 Wetterhoff-Asp), född 7 maj 1870 i Helsingfors, död där 18 februari 1946, var en finländsk konstnär. 
Wettenhovi-Aspa fick sin konstnärliga utbildning i Köpenhamn och Paris. Han framträdde därefter bland annat som målare, skulptör och skriftställare; skrev bland annat skådespel, lyrik och Strindbergminnen samt de synnerligen kvasifilologiska skrifterna Suomen kultainen kirja (två band, 1915–1935) och Fenno-Ägyptischer Kulturursprung der alten Welt (1935), där han bland annat hävdar finska språkets släktskap med egyptiskan. Han var en ytterst mångsidig och uppslagsrik person, men förmådde sällan fullfölja sina vittflygande planer.